# Mislaid Rock
Der Mislaid Rock (von englisch mislaid ‚abhanden, verlegt‘; spanisch Roca Perdida ‚Verschwundener Felsen‘) ist ein Klippenfelsen im Südatlantik. Er liegt südwestlich des First Point von Annenkov Island vor der Südküste Südgeorgiens.
Der Name des Felsens erscheint erstmals auf einer Karte der britischen Admiralität aus dem Jahr 1951.